# Catedral de Santa María (Ranchi)
La Catedral de Santa María es la primera iglesia en los siglos de historia del pueblo tribal Ranchi, en el área de la Meseta Chota Nagpur en la India. Católicos y fieles cristianos como las tribus del té junto con trabajadores ferroviarios, y los agricultores fueron la primera comunidad de la iglesia. Las escuelas, el orfanato, los centros de misión y otras instituciones comenzaron su construcción gradual para satisfacer las crecientes demandas de una comunidad étnica vibrante. Pertenece a la arquidiócesis de Ranchi.
Los misioneros cristianos que predicaron entre las personas locales construyeron estructuras simples cerca del mercado y el río Kallada. Uno de los cobertizos de paja utilizados como Iglesia durante 1866 fue la primera Iglesia de Ranchi establecida por los misioneros católicos. La Iglesia llevaba el nombre de "Madre del Buen Consejo" (Santa María) y las liturgias de la Iglesia eran en latín. La Iglesia de Santa María fue construida en 1909 y remodelada con una estructura de hormigón para el 25 de mayo de 1927.
La Diócesis de Ranchi fue separada de la diócesis de Quilon (Kollam) y creó en una unidad separada por una Bula del Papa Juan Pablo II, emitida el 21 de diciembre de 1985.